# Barrera

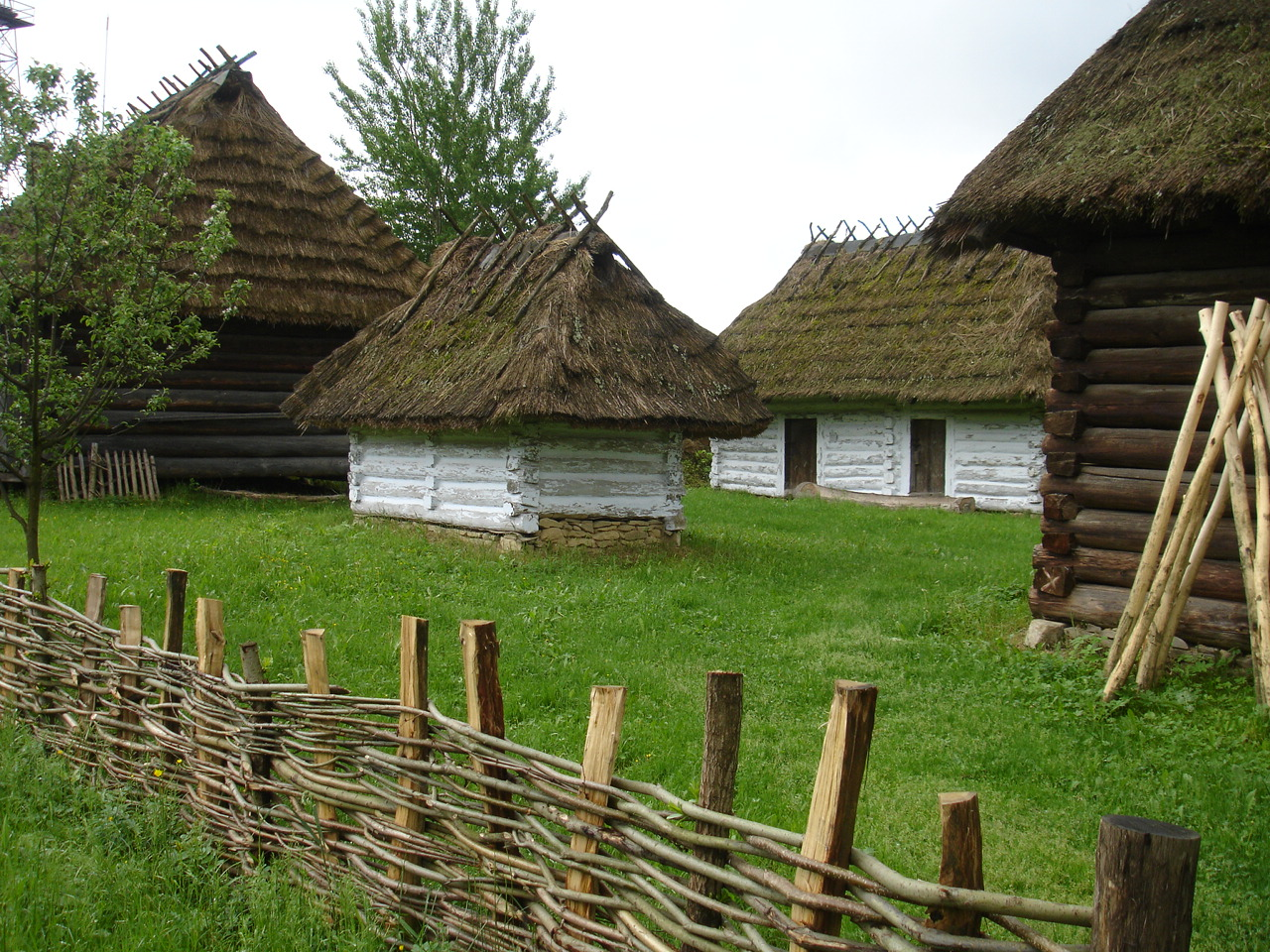
Terreny tancat.

Una tanca o barrera és un element superficial vertical que s'utilitza per delimitar terrenys i protegir contra intrusos. Solen ser de fusta o metàl·liques. També es poden realitzar tanques mitjançant la tècnica constructiva de la paret seca. Les tanques es col·loquen al voltant d'un terreny o jardí i tenen la funció d'impedir l'entrada al mateix o de protegir la intimitat dels seus habitants. Les tanques s'instal·len en granges, terrenys agrícoles o en altres espais privats com, per exemple, els jardins dels habitatges unifamiliars. Una tanca típica està formada per una sèrie de taulons o estaques de fusta col·locats en vertical i acabats en punta o de forma arrodonida. Els taulers es claven al terreny i s'uneixen per mitjà d'altres taules horitzontal que es claven a les anteriors. També hi ha tanques metàl·liques que consisteixen en una malla de filferro, anomenada filat. També hi ha tanques confeccionades amb materials naturals com canyes o bruc. En aquest cas, les peces es trenen amb filferro conformant una superfície espessa.
Les tanques mòbils són estructures metàl·liques que es col·loquen a la via pública per delimitar espais amb motiu d'esdeveniments temporals, com espectacles, desfilades o processons. També serveixen per protegir obres circumstancials en zones públiques. Solen consistir en un marc amb barrots al seu interior que s'assenta sobre dues potes amples que li proporcionen estabilitat. En els laterals, tenen un enganxament que permet unir diferents tanques formant una protecció contínua per utilitzar-la en àmplies extensions.